# Lophostethus negus
Lophostethus negus är en fjärilsart som beskrevs av Jordan 1926. Lophostethus negus ingår i släktet Lophostethus och familjen svärmare. Inga underarter finns listade i Catalogue of Life.